# Wilstermarsch
Wilstermarsch es un amt (especie de condado) en el distrito de Steinburg, en Schleswig-Holstein, Alemania. Está situado alrededor del pueblo de Wilster. Wilstermarsch es el punto más bajo de todo Alemania con 3.5 metros bajo el nivel del mar.
El amt de Wilstermarsch se compone de los siguientes municipios:
| 1. Aebtissinwisch 2. Beidenfleth 3. Brokdorf 4. Büttel 5. Dammfleth 6. Ecklak 7. Kudensee | 1. Landrecht 2. Landscheide 3. Neuendorf-Sachsenbande 4. Nortorf 5. Sankt Margarethen 6. Stördorf 7. Wewelsfleth |

- Datos: Q480149
- Multimedia: Amt Wilstermarsch / Q480149